# Зофія Хоментовська
Зофія Любецька, у шлюбі Хоментовська (пол. Zofia Chomętowska, 8 грудня 1902 біля Пінська, Білорусь — 20 травня 1991, Буенос-Айрес, Аргентина) — польська фотографка. Одна з найактивніших польських жінок-фотографок міжвоєнного періоду. Велику частину своїх робіт присвятила Білоруському Поліссю.

## Біографія
Народилася 8 грудня 1902 року в селі Порохонськ під Пінськом в знатній сім'ї князів Любецьких. 3 вересня 1919 року одружилася з Владиславом Чеховичем-Ляховицьким. Після анулювання цього шлюбу 31 травня 1930 одружилася з Якубом Хоментовським і розлучилася з ним в 1939 році.
У 1947 році поїхала в Аргентину. За 30 років перебування в цій країні не займалася фотографією.
У 1971 році відвідала Варшаву.
Померла 20 травня 1991 року в Буенос-Айресі.

## Творчість
Першу камеру отримала в 1914 році від батька. Починаючи з 1928 року фотографувала фотокамерою Leica. Фотографії були опубліковані, зокрема, в тижневику пол. «Świat» і виставлялася на багатьох виставках в країні та за кордоном.
Першим натхненням її творів стали мальовничі та важкодоступні райони.
Була фотокореспонденткою у першій післявоєнній польській фотовиставці «Варшава обвиняет» (1945) у Варшавському національному музеї, інших містах країни і за кордоном, в інших столицях. Фото зняті в окупованій Варшаві, під час Варшавського повстання. Негативи фотографій врятувала і винесла з варшавського повстання, а згодом подарувала їх Музею історії Варшави.
Після війни близько п'яти тисяч її негативів включені до музею за періоди 1923—1939 та 1945—1947 років. Негативи, що представляють переважно довоєнну Західну Білорусь та Полісся, представила Емілія Барецька, організаторка першої післявоєнної виставки «Половина віку Варшави на фотографіях Зофії Хоментовської».